# エンバ川
エンバ川（エンバがわ、カザフ語: Жем、英語: Emba River、ロシア語: река Эмба）は、カザフスタンの西部を流れる河川。カスピ海へ流入する内陸河川である。エムバ川とも表記。カザフスタンで最大の河川のひとつである。

## 概要

エンバ川（р. Эмба）の位置。

カザフスタン西部、アクトベ州にあるムゴジャルイ丘陵の西斜面に端を発し南西へ流れ、アティラウ州へ続く。4月から5月にかけ水量の多い時期はカスピ海へ注ぐが、それ以外の水量の少ない時期はカスピ海沿岸低地の塩性湿地帯で消失する。また11月から3月までは結氷する。年間総流量のうち75%が春季に流れ、春季以外はほとんど涸れ川となるか、塩分濃度が高くなる。
上流の沿岸にエンバの町がある。上流から中流域はステップ植生地帯で、下流部はソロンチャク質の土壌となる。
下流域のエンバ盆地は岩塩ドームが豊富に存在するほか、石油や天然ガスを産出するエンバ油田となっている。エンバ油田は1911年に採掘が始まり、硫黄分の少ないことで知られる。1979年以降にはカラトン(Qaraton)周辺に油層が発見され、テンギス油田が開発されている。採掘した石油はアティラウで石油精製されるほか、パイプライン輸送でロシアのオルスクや中華人民共和国へ送られている。
かつてはウラル山脈からエンバ川を結びカスピ海へ至る線がヨーロッパとアジアの地理的な境界線とされ、エンバ川より西はヨーロッパとされた時期があったが、現在ではあまり用いられない。今日一般的に用いられる境界線としては、ウラル川、もしくはカザフスタンとロシアの国境が用いられる。

## アルゲンバ
ロシア内戦のさなか、1919年にミハイル・フルンゼによりエンバ油田が占領され、赤軍は大量の原油を押収したが、ロシアの中心部まで輸送する手段がなかった。このため同年12月、アレクサンドロフ・ガイまで達していた鉄道路線をエンバ川まで延伸する決定がボリシェヴィキによりなされ、翌1920年には鉄道に沿ってパイプラインの設置計画も追加された。これらの計画はアレクサンドロフ・ガイの頭文字(Александров Гай)とエンバ川(Эмба)の名を取り、「アルゲンバ」(Алгемба)と命名された。
建設工事にはサラトフやサマーラから4万5千人もの住民が強制的に徴用され、ほぼ手作業で工事に従事したが、食糧も水もない無人の荒野で、感染症も流行するなど過酷な環境の中で工事は難航した。パイプライン建設にあたっては必要な技術も資材も十分に確保できておらず、工事開始4か月後の1920年4月にはバクーやグロズヌイが赤軍に制圧され、既にエンバ油田からの石油輸送の必要性は薄れていたが、ウラジーミル・レーニンはこの無謀な工事の続行を主張し続け、その間に現地では寒さや飢え、コレラの流行などで1日に数百人が命を落とすありさまだった。
1921年10月、ついにレーニンの指示により工事は中止され、鉄道もパイプラインも未完成のままに終わった。1年半に及ぶアルゲンバによる犠牲者は3万5千人に達したとされる。また政府から建設資金として10億ルーブルが投じられたが、明確な使途は不明であり、国外へ送金されたという推測もある。